# Ichannel
ichannel était une chaîne de télévision canadienne spécialisée de catégorie A appartenant à Stornoway Communications. Elle diffusait des émissions sur les affaires publiques, sociales sous forme de films, documentaires, talk shows, etc.

## Histoire
Après avoir obtenu une licence auprès du CRTC en 2000 pour le service The Issues Channel « consacré aux affaires publiques où l'on examinera, dans un format attrayant, des questions qui concernent la population ou suscitent l'intérêt du public », la chaîne a été lancée sous le nom ichannel le 7 septembre 2001.
Elle a cessé ses activités le 15 août 2016.